# Грлени
Грлени (грч. Χιονάτο, до 1928. грч. Γκέρλιανη) је насељено место у општини Нестрам у периферији Западна Македонија, Грчка. Према попису из 2021. године било је 114 становника.
Према бугарском географу и историчару, Василу Канчову, у Грленима је 1900. године живело 600 Словена муслимана.  Године 1924. муслиманско становништво је принудно исељено у Турску а на њихово место су насељене грчке избеглице из Турске, којих је на попису из 1928. било 326.